# Down On Sunset
Down On Sunset ("Hacia el Ocaso") es el tercer álbum de la carrera de Thomas Anders como solista después de su separación del dúo Modern Talking en 1987. Se publicaron dos sencillos: How Deep Is Your Love y Standing Alone, este último a dúo con el cantante estadounidense Glenn Medeiros.
El álbum contiene 11 temas, y esta vez Thomas participó de la composición bajo el seudónimo Chris Copperfield.

## Créditos
- Producción: Christian De Walden y Ralf Stemmann
- Arreglos: Christian De Walden y Ralf Stemmann
- Grabación: Walter Clissen en Flamingo Cafe Recording Studio, Los Ángeles, EE. UU.
- Mezcla: Walter Clissen en Ground Control Studios, Santa Mónica (California)
- Ingeniería: Walter Clissen, asistido por Jimmy Busceme y Esteban Cavoti
- Masterización Digital: Brian Gardner en Bernie Grundman Mastering, Hollywood
- Diseño de Portada: PS GRAFIK, Hamburgo
- Fotos: Thomas Müller
- Programación de Synclavier: Ralf Stemmann
- Teclados y Sintetizadores: Ralf Stemmann, Patric Moraz
- Piano Acústico: Patric Moraz, Larry Steelman
- Guitarras: Tim Pierce
- Guitarras Acústicas: Tim Pierce, Ramon Stagnaro
- Bajo: Bob Parr
- Solo de Saxo y Flauta: Doug Norwine
- Trompetas: “The Heart Attack” presentando a Bill Bergman, Greg Smith, Roy Wiegand, Dennis Farias y Nick Lane
- Arreglo de Coros: Christian De Walden
- Coros: Eric Paletti, Daniel O'Brien, Warren Ham, Michael Mishaw, Kenny O'Brien
- Percusión: Paulinho Da Costa

## Lista de canciones
| #   | Título | Tiempo |
| --- | --- | ------ |
| 1.  | "How Deep Is Your Love" (Mike Shepstone, Marc Cassandra y Chris Copperfield)                                 | 4:04   |
| 2.  | "You Have Rescued Me" (Mike Shepstone, Mimmo Castelli y Chris Copperfield)                                   | 3:50   |
| 3.  | "My One And Only" (Steve Singer, Lisa Catherine Cohen y Alides Hidding)                                      | 4:02   |
| 4.  | "Across The World Tonight" (Steve Singer y Mike Shepstone)                                                   | 4:47   |
| 5.  | "Standing Alone Feat. Glenn Medeiros" (Mike Shepstone, Lee York y Rick Layne)                                | 3:56   |
| 6.  | "Laughter In The Rain" (Neil Sedaka y Phil Cody)                                                             | 3:13   |
| 7.  | "Turn Around" (Ralf Stemmann, Mimmo Castelli y Chris Copperfield)                                            | 3:54   |
| 8.  | "If You Could Only See Me Now" (Mike Shepstone, Ralf Stemmann y Chris Copperfield)                           | 3:47   |
| 9.  | "A Little At A Time" (Austin Roberts, Todd Cerney y Nat Kipner)                                              | 3:34   |
| 10. | "Thru With Love" (Mike Shepstone, Marc Cassandra y Chris Copperfield)                                        | 4:22   |
| 11. | "Cruising Down On Sunset" (Mike Shepstone, Ralf Stemmann, Marc Anderson, Marc Cassandra y Chris Copperfield) | 3:08   |

- Datos: Q1946177